# Романковская волость
Романковская волость — административно-территориальная единица Екатеринославского уезда Екатеринославской губернии с центром в слободе Романково.
По состоянию на 1886 год состояло из 7 поселений, объединённых в 5 сельских общин, население 10 697 человек, площадь 29 019 десятин.
|                        | Площадь, десятин | В том числе пахотной, дес. |
| ---------------------- | ---------------- | -------------------------- |
| Сельских общин         | 28 568           | 10 430                     |
| Частной собственности  | -                | -                          |
| Казённой собственности | -                | -                          |
| Другой собственности   | 451              | 252                        |
| Всего                  | 29 019           | 10 672                     |

Поселения волости:
- Романково 1-е — село над рекой Днепр, 3557 жителей (1886), 663 двора, волостное правление, православная церковь, школа, 8 магазинов, 3 ярмарки, в 3 верстах почтовая станция, 2 постоялых двора;
- Каменское — село над рекой Днепр, 2901 человек, 479 дворов, православная церковь, базар по воскресеньям;
- Романково 2-е — село над рекой Днепр, 1945 человек, 426 дворов, православная церковь, базар по воскресеньям;
- Тритузное  — село над рекой Днепр, 1580 человек, 314 двора, православная церковь.

По состоянию на 1909 в 6 населённых пунктах волости проживало 25 380 человек (12 717 мужского пола и 12 663 женского), 4269 дворовых хозяйств.
В настоящее время территория волости входит в состав города Каменское.